# 転送不要
転送不要（てんそうふよう）とは、郵便物の宛先住所に宛名の人間が居住していない場合に転送せずに返還する取扱いのこと。
「転送不要」という記載は、差出人から配達員に向けた指示であるから、受取人は特に気にする必要はない。

## 概要
「転送不要」の意味は、簡単に言うと、以下の2つである。
1. 転居届が提出されている場合は、（宛先住所に住んでいないということだから）、配達員は転送せず、差出人に返還する。
2. 住所が少しでも間違っている場合は、配達員は配達せず、差出人に返還する。

詳しい意味は以下に解説する。

## 利用目的等
転送不要郵便は、クレジットカードやキャッシュカード在中の簡易書留や、金融機関が差し出しの郵便物にしばしば見られる。
転送不要の主な目的は、
- 送付する郵便物を転送不要とすることで、住所確認の意味を持たせているため（もっと厳密にしたものが本人限定受取郵便といえる）。
- 第三者が無断で転居届を出して他人の重要郵便物を詐取することを防止するため。

である。
なお、公共料金の請求書やクレジットカードの明細書を転送不要としている事例は皆無に近い。ただし、携帯電話会社の初回契約時に郵送される、「契約内容確認はがき」は、登録住所確認のため、転送不要となっている場合が多い。

## 配達員による正規取扱い方法
郵便物の宛名面に「転送不要」または「転送不可」など転送を要しない旨を明記された郵便物が転居前の住所宛てで配達局に届いた場合、転居届が出ている場合であっても転送せず、「あて所に尋ねあたりません」の還付印を押印して還付する。かつては「転居のためお返しします」という類の付箋を付けて還付していた時期もあったが、現在は還付印を押しての還付が正規取扱となった。
また、宛先の住所が間違っている場合も、配達員が勝手に正しい住所に直さずに還付する。（便宜取扱いの禁止）例えば、青葉台1丁目2-3が正式住所なのに、誤って青葉台1丁目1-2-3という宛先住所になっている場合は還付しなければならない。これは転送不要としない配達証明・特別送達・本人限定受取郵便の場合も同じである。
転送不要郵便物は、転送しなくても良いではなく、転送してはいけない郵便物である。住所が間違っているのに、配達員が気を利かせて、差出人に無断で住所を書き換えて配達することは、正規取扱いではない。したがって意味合いとしては、転送不要ではなく転送禁止である。

### 転送不要の取扱いの例外
- 嘱託回送の場合は、転送不要郵便であっても回送する。転送と回送は異なるためである。